# Orlí kameň
Orlí kameň je vrch o nadmořské výšce 1126,1 m v hlavním hřebeni pohoří Vtáčnik) . Nachází se v centrální části pohoří, nad obcí Podhradie. Vrchol pokrývá smíšený les.

## Přístup
- Po  značce
  - Po hřebeni z Bieleho kamene (1 137 m)
  - Po hřebeni z Jarabej skály (1 169 m)
- Po  značce z Podhradí přes Jarabou skálu